# Фунафути

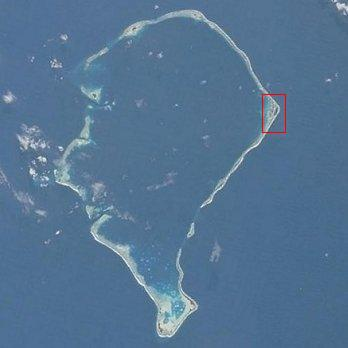
Фунафути, выделен о. Фонгафале

Фунафу́ти (англ. Funafuti) — атолл-столица небольшого островного государства Тувалу, в Тихом океане.

## География
Площадь — 2,79 км². Атолл включает 30 островов. Крупнейший — Фонгафале (англ. Fongafale), после него по размеру идет Фунафала.
| - Аматуку - Avalau - Falaoigo - Falefatu - Fatato - Фонгафале - Fuafatu - Fuagea - Fualefeke - Fualopa | - Фунафала - Funagogo - Funamanu - Luamotu - Mateiko - Motugie - Motuloa - Mulitefala - Paava - Teafuafou | - Teafualiku - Tefala - Tefota - Telele - Tegako - Tegasu - Tepuka - Tepuka Savilivili - Tutaga - Vasafua |

Лагуна внутри атолла называется Те-Намо, её длина около 20 км.

## Население
Население атолла — 5070 человек (2010), это наиболее населённый атолл в стране. На этом острове имеется четыре посёлка, в одном из которых (Ваиаку) находится правительство. Иногда говорят, что столица Тувалу — это Фонгафале или Ваиаку, но официально столицей является целый атолл Фунафути. Острова Фонгафале, Фунафала и Аматуку имеют постоянное население.

### Фонгафале
- Факаифу — 1007 чел.
- Сенала — 589 чел.
- Алапи — 1024 чел.
- Ваиаку — 516 чел.
- Лофеагаи — 399 чел.
- Теоне — 540 чел.
- Текаватоэтоэ — 343 чел.

### Фунафала
- Фунафала — 21 чел.

### Аматуку
- Аматуку — 52 чел.

Всего по переписи 2002 года в этих 9 населённых пунктах число жителей составляет 4492 человека.

## Экономика
Имеется аэропорт, гостиница (Vaiaku Langi Hotel), административные здания, морской порт, жилые дома, построенные и в традиционном стиле — из пальмовых листьев, и в современном — из цемента.
Большую часть площади атолла Фунафути занимает взлетно-посадочная полоса аэропорта. Но поскольку самолеты сюда прилетают лишь дважды в неделю, то когда аэропорт свободен, полоса становится площадкой для игры в регби, а раз в неделю по утрам её используют в качестве рынка.

## Достопримечательности
Наиболее значимая достопримечательность на атолле Фунафути — Церковь Тувалу. Другая достопримечательность — остатки американского самолета, разбившегося на Фунафути во время Второй мировой войны, когда взлётно-посадочная полоса использовалась ВВС США для защиты островов Гилберта (сейчас Кирибати). США претендовали на Фунафути вплоть до подписания договора о дружбе в конце 1970-х.